# Димбах (Палатинат)
Димбах (њем. Dimbach) општина је у њемачкој савезној држави Рајна-Палатинат. Једно је од 84 општинска средишта округа Југозападни Палатинат. Према процјени из 2010. у општини је живјело 169 становника. Посједује регионалну шифру (AGS) 7340006.

## Географски и демографски подаци
Димбах се налази у савезној држави Рајна-Палатинат у округу Југозападни Палатинат. Општина се налази на надморској висини од 250 метара. Површина општине износи 2,2 km². У самом мјесту је, према процјени из 2010. године, живјело 169 становника. Просјечна густина становништва износи 77 становника/km².